# Rukomet na OI 1980.
Rukomet na Olimpijskim igrama u Moskvi 1980. uključivao je natjecanja u muškoj i ženskoj konkurenciji.

## Osvajači medalja

### Muški
| Zlato | Srebro | Bronca |
| --- | --- | --- |
| Istočna Njemačka Siegfried Voigt Günter Dreibrodt [Peter Rost Klaus Gruner Hans-Georg Beyer Dietmar Schmidt Hartmut Krüger Lothar Doering Ernst Gerlach Frank-Michael Wahl Ingolf Wiegert Wieland Schmidt Rainer Höft Hans-Georg Jaunich | SSSR Mikhail Ishchenko Viktor Makhorin Sergei Kushniriuk Aleksandr Karshakevich Vladimir Kravtsov Vladimir Belov Anatoli Fediukin Aleksandr Anpilogov Evgeni Chernyshov Aleksei Zhuk Nikolai Tomin Yuri Kidiaev Vladimir Repiev Valdemar Novitski | Rumunjska Nicolae Munteanu Marian Dumitru Iosif Boros Maricel Voinea Vasile Stînga Radu Voina Cezar Draganita Cornel Durau Stefan Birtalan Alexandru Fölker Neculai Vasilca Lucian Vasilache Adrian Cosma Claudiu Eugen Ionescu |

### Žene
| Zlato | Srebro | Bronca |
| --- | --- | --- |
| SSSR Natalia Timoshkina Larisa Karlova Irina Palchikova Zinaida Turchina Tatiana Kochergina Liudmila Poradnik Larisa Savkina Aldona Nenenene Yulia Safina Olga Zubareva Valentina Lutaeva Liubov Odinokova Sigita Strechen Natalia Lukianenko | SFR Jugoslavija Ana Titlić Slavica Jeremić Zorica Vojinović Radmila Drljača Katica Ileš Mirjana Ognjenović Svetlana Anastasovski Rada Savić Svetlana Kitić Mirjana Đurica Biserka Višnjić Vesna Radović Jasna Merdan Vesna Milošević | Istočna Njemačka Hannelore Zober Katrin Krüger Evelyn Matz Roswitha Krause Christina Rost Petra Uhlig Claudia Wunderlich Sabine Röther Kornelia Kunisch Marion Tietz Kristina Richter Waltraud Kretzschmar Birgit Heinecke Renate Rudolph |